# 이지미
이지미(李之美, 생몰년 미상)는 고려시대 중기의 문신, 외척으로 본관은 인주(仁州)이다. 관작은 판추밀원사(고려 시대 추밀원의 으뜸 벼슬)에 이르렀다. 문하시중 중서령 이자연의 증손이며, 한양공 이자겸의 아들이다. 예종의 처남이자 인종의 외숙이다.

## 생애
1118년(예종 13) 송나라에 하례사(입공사)로 파견되어 정극영과 함께 송나라에 가서 고려인 권적(權適) 등을 제과(制科)에 합격시켜준 것과 조서(詔書)를 내려준 것에 대해 감사를 표하고 부처의 어금니를 가져왔다. 1124년(인종 2) 이자겸이 공신호(功臣號)를 받았는데, 이때 그도 특별히 비서감 추밀원부사로 임명되었다. 1125년 시예부상서 동지추밀원사(試禮部尙書同知樞密院事)에 올랐다. 바로 지공거(知貢擧)가 되어 과거를 주관하였으며, 그 해 지추밀원사가 되었다.
1126년 왕명을 받아 태묘(太廟)에 가서 금나라에 대하여 사대정책을 취하는 것이 옳은지 그른지를 점쳤는데, 그 뒤 곧 판추밀원사 종이품 벼슬로 승진했다. 이 해 이자겸의 난이 일어났으나 중간에 척준경의 배신으로 이자겸 일파가 모두 붙잡혔는데, 이지미도 이 때 붙잡혀 경상도 합주(陜州, 지금의 경상남도 합천)로 유배당하였다.
1129년 왕이 서경에서 돌아와 전국에 사면령을 내렸는데, 이때 이자겸의 난 관련자들도 모두 석방시키고 그도 모든 형제들과 함께 편리한 데로 한곳에 모여 살도록 허락하여 풀려났다.

## 같이 보기
- 이자겸
- 이자겸의 난
- 척준경
- 이자의
- 이자연
- 이지보